# Tatort: Beweisaufnahme
Beweisaufnahme ist ein Krimi aus der Reihe Tatort, der erstmals am 8. März 1981 in der ARD ausgestrahlt wurde. In seinem ersten Tatort muss der Berliner Kommissar Walther einen Fall von sexueller Nötigung, Falschaussage und schließlich einen damit zusammenhängenden Todesfall aufklären.

## Handlung
Der junge Gunnar Melz, aus gutsituiertem Hause kommend, versperrt im Park vor der Neuen Nationalgalerie am helllichten Tage einer jungen Frau den Weg. Die beiden zufällig vorbeikommenden jungen Männer Hannes Lehm und Klaus Hößler hören die Hilfeschreie der jungen Frau und laufen zu dem Platz vor dem Museum. Kurz darauf meldet ein Anrufer eine schwere Schlägerei vor dem Nationalmuseum. Walther, der gerade ein Lauftraining absolviert hat, wird mit seinem Assistenten Hassert zum Tatort gerufen.  Der ältere Zeuge ist kurzsichtig und konnte deshalb nicht viel sehen. Walther findet sowohl Lehm und Hößler als auch das Mädchen und den zusammengeschlagenen Gunnar Melz vor. Das Mädchen spielt das Ganze allerdings herunter und behauptet, Melz habe sie lediglich küssen wollen, während Lehm und Hößler von versuchter Vergewaltigung sprechen. Die junge Frau, Susanne Roth, möchte so schnell wie möglich nach Hause. In Melz’ Hand wird ein Knopf von Roths Kleid gefunden. Melz wird ins Krankenhaus eingeliefert und seine Eltern verständigt. Er spricht im Krankenhaus seiner Mutter gegenüber davon, dass er das Mädchen kennengelernt hätte und sie ihn zu sich nach Hause eingeladen hätte. Dann seien plötzlich grundlos die beiden anderen jungen Männer über ihn hergefallen.
Wenige Tage später erhalten Hößler und Lehm eine Strafanzeige wegen gefährlicher Körperverletzung. Hößler sucht Susanne Roth auf, die plötzlich behauptet, Gunnar Melz sei ein Bekannter von ihr und sie seien nur spazieren gegangen. Lehm und Hößler hätten grundlos auf Melz eingeschlagen. Hößler vermutet, dass Melz Susanne Roth bestochen hat. Hößler und Lehm passen Susanne Roth dabei ab, wie diese 5000 DM in bar bei der Bank einzahlt. Die beiden kontaktieren daraufhin Walther und bitten ihn um Hilfe. Der wiegelt zunächst ab, da er kein Zeuge sei, erklärt sich schließlich aber doch bereit, sich zu erkundigen. Walther erkundigt sich beim zuständigen Kollegen und äußert seine Zweifel an der Schuld der beiden jungen Männer, sein Kollege ist allerdings gegenteiliger Meinung und verbittet sich Walthers Einmischung in seinen Fall. Walther und Hassert unterhalten sich über den Fall, Walther äußert, wie unlogisch es doch gewesen sei, dass die beiden seelenruhig auf die Polizei gewartet hätten, wenn sie doch schuldig seien.
Hößler und Lehm stellen Melz’ Vater nach und ihn zur Rede, woraufhin Melz ihnen mit juristischen Konsequenzen droht, falls sie ihn nicht in Ruhe lassen. Trotzdem hat Erich Melz Zweifel an der Unschuld seines Sohnes, doch seine Frau wiegelt kühl ab. Hößler und Lehm suchen das Büro von Melz’ Anwalt auf, doch dieser ist nicht da. Im Büro erfahren sie, dass die Krankenhauskosten und das Schmerzensgeld, das die beiden jungen Männer zahlen sollten, bereits beglichen sind. Da sie sich weigern, die Kanzlei zu verlassen, bevor sie eine Erklärung der Vorgänge haben, werden sie wegen Hausfriedensbruchs festgenommen. Im Polizeigewahrsam bestehen sie auf einem Gespräch mit Walther. Walther findet heraus, dass Gunnar Melz bereits vor anderthalb Jahren ein Dienstmädchen seiner Eltern belästigte, doch auch damals wurde das Verfahren eingestellt, weil das Mädchen ihre Anzeige zurückgezogen hat. Walther möchte, dass der Staatsanwalt klären lässt, wer die Kosten bei Melz’ Rechtsanwalt beglichen hat, doch der erklärt, dies sei nicht seine Aufgabe. Er beauftragt Walther, sich an seine Fälle zu halten, mit denen er dienstlich betraut sei. Seine Vermutungen und Gedanken könne er als Zeuge vor Gericht anbringen, er solle aber nicht weiter ermitteln.
Lehm und Hößler stellen Gunnar Melz nach. Er versucht, vor ihnen zu fliehen, flüchtet aber ins Taxi von Lehm. Dort wollen ihn die beiden dazu bringen, vor Gericht die Wahrheit zu sagen, um sie zu entlasten. Klaus Hößler verliert vorerst seinen Praktikumsplatz, bis das Verfahren beendet ist. Walther sucht die beiden jungen Männer auf, er hat herausgefunden, dass das Geld beim Anwalt per Postüberweisung mit Absender der beiden jungen Männer eingegangen ist. Die beiden bestreiten, die Überweisung veranlasst zu haben. Walther glaubt ihnen und rät, dass diese in der Hauptverhandlung am nächsten Tag wegen gefährlicher Körperverletzung darauf abstellen sollen, dass sie nicht auf die Polizei gewartet hätten, wenn es sich wirklich nach der Version von Gunnar Melz und Susanne Roth abgespielt hätte. Die beiden jungen Männer haben jedoch schon so gut wie resigniert.
In der Hauptverhandlung bleibt Susanne Roth bei ihrer Aussage, dass sie Gunnar Melz kenne und es keinen Vergewaltigungsversuch gegeben habe. Ein sachverständiger Psychiater sagt aus, dass Gunnar Melz zu sexueller Gewalt nicht fähig wäre. Dieser ist Dr. Pechelt, ein Freund der Familie Melz. Daraufhin werden die beiden zu vier Monaten Haft verurteilt. Zudem werden sie zu Ordnungsstrafen von je 100 DM wegen ungebührlichen Verhaltens vor Gericht verurteilt. Hößler äußert am nächsten Morgen seinem Freund Lehm gegenüber, dass er glaube, er werde „so“ wie „sie“ ihn haben wollten. Walther besucht die beiden und macht ihnen Vorwürfe, weil sie seine Ratschläge vom Tag vor der Verhandlung nicht befolgt hätten. Walther rät den beiden, eine Eingabe an den Innensenator zu richten. Familie Melz trifft sich am Rande eines Kongresses mit der Familie Pechelt, Dr. Pechelt bemerkt, dass jene jetzt in ihrer Schuld stünden. Walther zermartert sich währenddessen den Kopf, wie er Hößler und Lehm davon abbringen könne, eine Dummheit zu begehen aus Frust über das ihnen widerfahrene Unrecht. Walther behält die beiden im Auge. Gunnar Melz sucht sich derweil sein nächstes Opfer, wieder sieht er in einem Museum ein Mädchen, das ihm gefällt. Allerdings kommt der Begleiter dieser Frau dazu, bevor Melz sich ihr nähern kann. Lehm und Hößler beobachten diese Szene.
Walther möchte die beiden dazu bringen, eine Aussetzung des Vollzugs zu beantragen, da Lehms Freundin schwanger ist. Hößler bemerkt nur sarkastisch, dass er und sein Freund schließlich eine Gefahr für die Allgemeinheit seien und daher den Vollzug bräuchten. Walther lässt den jungen Leuten ein wenig Geld dort. Die Familien Melz und Pechelt verbringen derweil ein paar nette Tage zusammen. Gunnar Melz und Dr. Pechelts Tochter Evi kommen sich näher und machen eine Spritztour mit Gunnars Motorrad. Lehm und Hößler beobachten dies. Indessen hat Melz’ Vater Erich Bedenken um Evi Pechelts Sicherheit in der Gegenwart seines Sohnes, doch Dr. Pechelt meint, sein Gutachten stimme in jedem Fall. Auf dem Motorrad kommt es zu sexuellen Annäherungen von Seiten Gunnars, Evi versucht, diese abzuwehren. Lehm hält Hößler davon ab, dem Mädchen zu helfen, und verweist ihn auf ihre Erfahrungen aus der Angelegenheit mit Susanne Roth und auf die Tatsache, dass der Vater dieses Mädchens Gunnar Melz Aggressionsfreiheit attestiert habe. Als sie wegfahren wollen, aber Schreie des Mädchens hören, greifen sie schließlich doch ein. Während Erich Melz dort auftaucht, laufen Lehm und Hößler an diesem vorbei weg. Melz findet seinen Sohn tot vor, er ist in ein leeres Brunnenbecken gestürzt.
Hößler und Lehm berichten Lehms Freundin derweil, was passiert sei und dass sie Gunnar Melz bereits tot vorgefunden hätten; von dem Mädchen habe jede Spur gefehlt. Walther taucht mit Kollegen bei den jungen Leuten auf, um Hößler und Lehm festzunehmen, was diese nur mit sarkastischen Einlassungen kommentieren. Im Gerangel während der Festnahme verliert einer der Beamten seine Waffe, Lehms Freundin nimmt diese auf. In der Verwirrung unter den Beamten reagiert Lehm am schnellsten und entreißt die Waffe den Händen seiner Freundin. Lehm bedroht damit die Beamten, es ist unklar, wie ernst er es meint. Seinem Freund Hößler gelingt es, ihm widerstandslos die Waffe aus der Hand zu nehmen und Walther zu übergeben mit der Bemerkung, dass sie bereit seien, sich festnehmen zu lassen. Walther berichtet den Familien Melz und Pechelt, dass es noch keine Spur von Evi gebe. Er erklärt den empörten Ehepaaren unumwunden, dass er nicht an die Schuld der beiden jungen Männer glaube. Walther fragt Erich Melz, ob dieser der Tochter seines Freundes zu Hilfe gekommen wäre. Melz ist empört, dass er verdächtigt wird, seinen eigenen Sohn getötet zu haben. Nachdem Walther gegangen ist, macht Frau Pechelt angetrunken ihrem Mann den Vorwurf, ihre Tochter Gunnar Melz ausgeliefert zu haben. Walther und Hassert vernehmen die beiden jungen Männer und werfen ihnen vor, zugesehen zu haben, wie Evi sexuell bedrängt worden sei, nachdem sie wochenlang Gunnar Melz nachstellten. Die beiden bemerken sarkastisch, sie hätten dazugelernt, nicht zu helfen. Auf Walthers Nachfrage erklären diese, Melz sei bereits tot gewesen und Evi verschwunden, wer Gunnar getötet habe, wüssten sie nicht.
Die Autopsie ergibt, dass Gunnar Melz an einem Halswirbelbruch verstorben ist, ansonsten aber keine Verletzungen aufweist. Susanne Roth kommt mit einem Blumenstrauß zu Lehms Freundin, um sich zu entschuldigen, doch die wirft die Blumen wütend weg. Walther wird währenddessen von seiner Lebensgefährtin verlassen, weil er sich zu sehr um seinen Beruf und zu wenig um sein Privatleben kümmert. Pechelt erhält einen Anruf seiner vermissten Tochter, er verabredet sich mit ihr. Die Pechelts und Frau Melz reden auf Evi ein, sie solle lügen, zur Tatzeit mit ihrer Cousine zusammen gewesen zu sein und auch bei ihr übernachtet zu haben. Vor Walther bestreitet Evi daraufhin, mit Gunnar zusammen gewesen zu sein. Frau Melz beschuldigt vor Walther Hößler und Lehm. Evi verwickelt sich in Widersprüche bezüglich ihrer Kleidung. Als sie einräumt, für die Oper ein blaues Kostüm getragen zu haben, fragt Walther sie, wie die beiden jungen Männer das wissen könnten, wenn sie sie nicht gesehen hätten. Evi versucht, ihre Schürfwunden an den Händen vom Sturz vom Motorrad vor Walther zu verbergen. Als er diese entdeckt, bricht sie zusammen und gesteht: Sie habe versucht, sich gegen Gunnars Annäherungsversuche zu wehren. Bei diesem Versuch seien beide in das Brunnenbecken gestürzt, so dass Gunnar Melz unglücklich tödlich auf seinen Hinterkopf gefallen sei. Sie habe sich daraufhin vor dem Eintreffen Hößlers und Lehms versteckt. Auch Erich Melz habe sie nicht bemerkt. Anschließend sei sie einen Tag ziellos durch die Gegend geirrt. Die beiden jungen Männer werden freigelassen, Walther erklärt ihnen, Gunnar Melz sei durch einen Unfall ums Leben gekommen, weil er das Mädchen nicht losgelassen habe.
Walther lädt die beiden auf ein Bier ein, doch sie lehnen ab.

## Entstehung & Veröffentlichung
Beweisaufnahme wurde vom Sender Freies Berlin produziert unter Redaktion von Jens-Peter Behrend. Das Szenenbild stammt von Götz Heymann, die Kostüme von Katharina Schumacher. Den Ton verantwortete Jochen Schwarzat.
Bei der Erstausstrahlung am 8. März 1981 in der ARD konnte diese Folge 20,65 Mio. Zuschauer erreichen, was einem Marktanteil von 55 % entsprach. Die Kritiker der Fernsehzeitschrift TV-Spielfilm beurteilen diesen Tatort mittelmäßig und kommentieren: „Gekünstelte Episode ohne Spannung“.